# Replay Dance Mania Vol 3
Replay Dance Mania Vol 3 gavs ut den 29 oktober 2003 av Bonnier Amigo Music Group. Det är en samlingsskiva med dance versioner av kända låtar .

## Låtlista
1. Can U Feel It - Jean Roch
2. Run To You - Novaspace
3. Let The Sunshine In - Milk & Sugar
4. The Best - Galaxia
5. Poison - Groove Coverage
6. Whiter Shade Of Pale - Ultimate
7. Self Control - De-Tech
8. Hands Up - Levée
9. Here Comes The Rain - Axxis
10. You Came - Mirage
11. What's Up - DJ Destiny vs Organ Donors
12. California Dreaming - DJ Sammy
13. You're Free - Yomanda
14. Fly On The Wings Of Love - XTM & DJ Chucky
15. Ca Plane Pour Moi - Stella
16. Close To You - Origene
17. Dr. Feelgood - Interphace
18. Last Christmas - Vasco & Millboy